# Koraput (stad)
Koraput is een stad en “notified area” in het district Koraput van de Indiase staat Odisha. 

## Demografie
Volgens de Indiase volkstelling van 2001 wonen er 39.523 mensen in Koraput, waarvan 52% mannelijk en 48% vrouwelijk is. De plaats heeft een alfabetiseringsgraad van 68%. 